# Puerto de Navafría

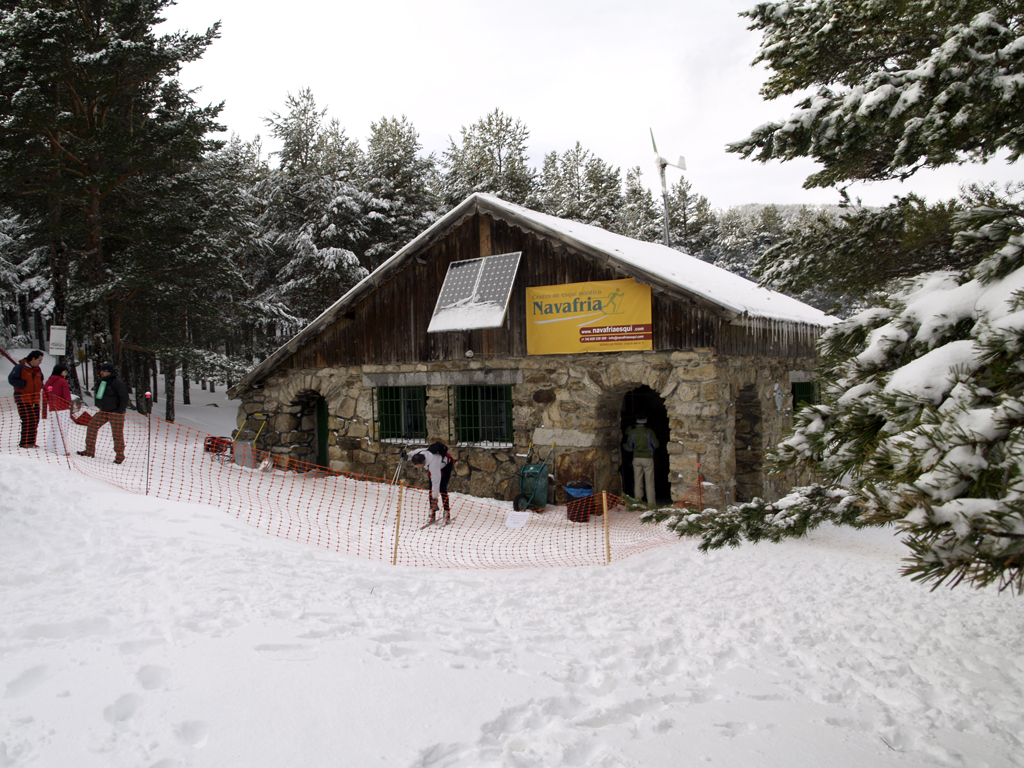
Centro di sci nordico Navafría.

Il Puerto de Navafría è un passo di montagna situato nella Sierra de Guadarrama (appartenente al Sistema Centrale) sul confine tra la Comunità di Madrid e la provincia di Segovia (Spagna). È attraversato da una strada regionale che collega i comuni di Lozoya (Comunità di Madrid) e Navafría (provincia di Segovia). Il passo è situato a un'altitudine di 1.778 m e da esso partono vari sentieri che portano alla zona del picco di El Nevero. Il puerto de Navafría è l'unico a collegare direttamente la valle del Lozoya con la provincia di Segovia e l'unico compreso interamente nei Monti Carpetani. Presso il passo si situa il Centro di sci nordico Navafría.

## Distanza e pendenza
La strada per il puerto de Navafría è lunga 11,5 km da Lozoya (versante sud) con una pendenza media del 5,5% e massima del 7,5%. Da Navafría (versante nord) il percorso è di 10 km con una pendenza media del 5% e massima del 7%. Il versante sud è considerato gran premio della montagna di prima categoria nella Vuelta a España, mentre il versante nord si considera di seconda.

## Versante sud
La strada che sale al passo parte dal paese di Lozoya con direzione Urbanización Las Cuestas. Presso le ultime case si trova la cappella della Fuensanta e due cascate sulle vicine pareti. Più avanti si attraversa un fitto querceto che arriva fino ai primi pini, che appaiono dal km 5. L'ultima parte della strada scorre all'ombra della pineta, famosa per l'abbondanza di porcini. Lungo il percorso vi sono tre deviazioni per aree ricreative (km 6,9, km 9,5 e km 11,1). I principali escursioni ed itinerari paesaggistici a cui si accede dal versante sud sono:
Camino de la Paloma: Nel km 1 una pista forestale si dirige verso il confine tra i paesi di Lozoya e Navarredonda, attraversando boschi di querce, pini e prati.
Camino del Pinar: Nel km 5 incrocia il Camino de la Paloma che attraversa zone di felci e pini.
Camino de Pinilla: Nel km 9 questa pista porta al comune di Pinilla. Un sentiero permette avvicinarsi alla Peña del Cuervo e successivamente al Nevero de Lozoya. Se non si prende il sentiero, la pista si addentra in un bosco di querce dove si situano gli esemplari più grandi della zona. Vicino al percorso si possono osservare alcuni abeti del Canada.
Camino Horizontal: questa pista di sfruttamento forestale percorre ad un'altitudine compresa tra 1500 e 1800 la cresta della Sierra de Guadarrama dal pueto de Navafría al puerto de Somosierra. In totale è lunga 44 km. Passa per il confine provinciale dei paesi di Lozoya, Navarredonda, San Mamés, Villavieja del Lozoya, Gascones, Braojos de la Sierra, La Acebeda, Robregordo e Somosierra. I principali punti del percorso sono i passi di La Linera, Peña Quemada e La Acebeda, da cui partono piste forestali che permettono l'accesso ai paesi segoviani della parte nord della Sierra.

## Versante nord
Il percorso della parte nord del passo trascorre per la maggior parte nella pineta di Navafría, il sito principale è la fonte del Roble nel km 4 dal paese di Navafría. Le deviazioni dall'itinerario sono:
Camino de las Majarganillas: A questa pista si accede dal km 2 dal passo e porta alla cima del passo per un percorso alternativo. Passa per un antico allevamento ittico e per il campeggio giovanile delle Majarneguillas. Una deviazione all'inizio della pista porta alla diga di Navafría.
Camino del Chorro: A pochi metri dal paese di Navafría, dalla strada del passo questa pista asfaltata porta all'area ricreativa del Chorro, che comprende varie piscine, un bar e una zona per il babrbecue. Nelle vicinanze si trova l'area multiavventura De Pino a Pino. Dall'area ricreativa, un sentiero permette avvicinarsi alla cascata del Chorro. Continuando, invece, per la pista si arriva ai prati del picco Romalo Pelado.
Camino del Nevero: questa pista parte a pochi metri dalla cima e si dirige al Mirador del Guarda, che si trova a circa 3 km. Una volta arrivati lì si divide in vari percorsi, di cui due portano al Pico del Nevero e un altro al rifugio de Regajohondo dove si divide un'altra volta. Una deviazione si collega in pochi km alla pista del Chorro, mentre l'altro porta anch'esso al Pico del Nevero. Questa pista forestale è utilizzata in inverno come pista da sci nordico da parte del Centro di sci nordico Navafría.
Oltre a queste piste, dalla cima del passo partono due tagliafuoco che portano ai picchi separati dal passo stesso. Il tagliafuoco orientale si dirige al Reajo Capón dove si converte in un sentiero che continua fino a Somosierra. Il tagliafuoco occidentale porta al Pico del Nevero, dove anch'esso continua come sentiero fino al puerto de Los Neveros nel territorio di Rascafría.